# Klara Birtić
Klara Birtić (* 28. März 2002 in Slavonski Brod, Kroatien) ist eine kroatische Handballspielerin, die dem Kader der kroatischen Nationalmannschaft angehört.

## Karriere

### Im Verein
Birtić spielte für den kroatischen Verein ŽRK Split 2010, für den sie im Jahr 2018 erstmals in der höchsten kroatischen Spielklasse auflief. Im Sommer 2022 wechselte die Rückraumspielerin zum Ligakonkurrenten ŽRK Lokomotiva Zagreb. Mit Lokomotiva gewann sie 2023 die kroatische Meisterschaft. In der Saison 2023/24 stand Birtić beim deutschen Bundesligisten SG BBM Bietigheim unter Vertrag, mit dem sie die Meisterschaft gewann. Anschließend wechselte sie zum kroatischen Erstligisten ŽRK Podravka Koprivnica. Mit Podravka Koprivnica gewann sie 2025 die kroatische Meisterschaft und den kroatischen Pokal.

### In der Nationalmannschaft
Birtić lief für die kroatische Jugend- und Juniorinnennationalmannschaft auf. Mit diesen Auswahlmannschaften nahm sie an der U-17-Europameisterschaft 2019, an der U-19-Europameisterschaft 2021 und an der U-20-Weltmeisterschaft 2022 teil. Mittlerweile läuft sie für die kroatische A-Nationalmannschaft auf. Bei der Weltmeisterschaft 2023, bei der Kroatien den 14. Platz belegte, warf sie zwei Tore.